# Martin Jones (hockey sur glace)
Pour les articles homonymes, voir Martin Jones et Jones.
Martin Jones (né le 10 janvier 1990 à North Vancouver, dans la province de la Colombie-Britannique, au Canada) est un joueur professionnel canadien de hockey sur glace qui évolue au poste de gardien de but.

## Biographie
Il a joué au niveau junior avec les Hitmen de Calgary dans la Ligue de hockey de l'Ouest de 2006 à 2010. Bien qu'étant admissible au repêchage d'entrée de 2008 de la Ligue nationale de hockey, aucune équipe ne le réclame. En septembre 2008, il est invité au camp d'entraînement des Kings de Los Angeles et impressionne les dirigeants de l'équipe qui lui font signer un contrat avec l'équipe.
Il devient le gardien nº1 des Hitmen en 2008-2009 après avoir joué ses deux premières saisons en tant que réserviste. La saison suivante, il mène son équipe à la Coupe Ed Chynoweth après avoir vaincu les Americans de Tri-City 4 matchs à 1 en finale. Il est nommé joueur par excellence des séries en plus de mettre la main sur le trophée Del Wilson remis au meilleur gardien de la ligue. Son équipe participe au tournoi de la Coupe Memorial mais perd en demi-finale face aux Wheat Kings de Brandon. Il est nommé meilleur gardien du tournoi et se voit remettre le trophée Hap Emms.
Il joue sa première saison professionnelle dans la Ligue américaine de hockey en 2010-2011 avec le club-école des Kings, les Monarchs de Manchester, avec lesquels il joue durant quatre saisons.
Il débute dans la LNH avec les Kings en 2013. À la suite de la blessure du gardien titulaire, Jonathan Quick, lui et Ben Scrivens se partagent le poste. Après 17 matchs, ils totalisent à eux deux 12 victoires pour 2 défaites et 3 défaites en prolongation. Jones, pour sa part, remporte les 6 premiers matchs de sa carrière dans la LNH au cours desquels il enregistre 3 blanchissages. Il devient ainsi le premier gardien de l'histoire des Kings à commencer sa carrière avec l'équipe par 6 victoires pour aucune défaite. Il retourne toutefois avec les Monarchs au retour de Quick mais à la suite de l'échange de Scrivens aux Oilers d'Edmonton, il revient avec les Kings pour seconder Quick.
Le 26 juin 2015, il est échangé aux Bruins de Boston avec Colin Miller et un choix de premier tour au repêchage de 2015 contre Milan Lucic. Quatre jours plus tard, Jones passe des Bruins aux Sharks de San José contre Sean Kuraly et un choix de premier tour en 2016. La même journée, il signe un contrat de trois saisons pour un salaire de 9 millions de dollars avec les Sharks, qui font de lui leur nouveau gardien nº1 en remplacement d'Antti Niemi, qui a rejoint les Stars de Dallas.

## Statistiques

### En club
| Saison     | Équipe                 | Ligue          |     | Saison régulière | Saison régulière | Saison régulière | Saison régulière | Saison régulière | Saison régulière | Saison régulière | Saison régulière | Saison régulière | Saison régulière |    | Séries éliminatoires | Séries éliminatoires | Séries éliminatoires | Séries éliminatoires | Séries éliminatoires | Séries éliminatoires | Séries éliminatoires | Séries éliminatoires | Séries éliminatoires |
| Saison     | Équipe                 | Ligue          | PJ  | V                | D                | Pr/N             | Min              | BC               | Moy              | % Arr            | Bl               | Pun              | PJ               | V  | D                    | Min                  | BC                   | Moy                  | % Arr                | Bl                   | Pun                  |                      |                      |
| 2006-2007  | Hitmen de Calgary      | LHOu           | 18  | 9                | 4                | 3                | 1 029            | 52               | 3,03             | -                | 0                | 0                | -                | -  | -                    | -                    | -                    | -                    | -                    | -                    | -                    |                      |                      |
| 2007-2008  | Hitmen de Calgary      | LHOu           | 27  | 18               | 8                | 1                | 1 529            | 54               | 2,12             | -                | 1                | 0                | 5                | 2  | 1                    | 250                  | 12                   | 2,88                 | -                    | 0                    | 0                    |                      |                      |
| 2008-2009  | Hitmen de Calgary      | LHOu           | 55  | 45               | 5                | 4                | 3 295            | 114              | 2,08             | 91,5             | 7                | 2                | 18               | 14 | 4                    | 1 095                | 34                   | 1,86                 | 92,1                 | 2                    | 0                    |                      |                      |
| 2009-2010  | Hitmen de Calgary      | LHOu           | 48  | 36               | 11               | 1                | 2 851            | 105              | 2,21             | 91,9             | 8                | 2                | 23               | 16 | 6                    | 1 401                | 55                   | 2,36                 | 91,5                 | 2                    | 0                    |                      |                      |
| 2010       | Hitmen de Calgary      | Coupe Memorial | -   | -                | -                | -                | -                | -                | -                | -                | -                | -                | 4                | 2  | 2                    | 242                  | 15                   | 3,71                 | -                    | 0                    |                      |                      |                      |
| 2010-2011  | Monarchs de Manchester | LAH            | 39  | 23               | 12               | 1                | 2 187            | 82               | 2,25             | 92,4             | 4                | 0                | -                | -  | -                    | -                    | -                    | -                    | -                    | -                    | -                    |                      |                      |
| 2010-2011  | Reign d'Ontario        | ECHL           | 1   | 1                | 0                | 0                | 64               | 4                | 3,76             | 86,7             | 0                | 0                | 4                | 2  | 1                    | 213                  | 9                    | 2,54                 | 92,1                 | 0                    | 0                    |                      |                      |
| 2011-2012  | Monarchs de Manchester | LAH            | 41  | 18               | 17               | 2                | 2 166            | 94               | 2,6              | 91,9             | 1                | 0                | 3                | 1  | 1                    | 155                  | 6                    | 2,33                 | 93,3                 | 0                    | 0                    |                      |                      |
| 2012-2013  | Monarchs de Manchester | LAH            | 56  | 27               | 25               | 4                | 3 347            | 141              | 2,53             | 91,9             | 5                | 2                | 4                | 1  | 3                    | 277                  | 10                   | 2,16                 | 93,2                 | 0                    | 0                    |                      |                      |
| 2013-2014  | Monarchs de Manchester | LAH            | 22  | 16               | 3                | 3                | 1 351            | 48               | 2,13             | 92,8             | 2                | 0                | -                | -  | -                    | -                    | -                    | -                    | -                    | -                    | 0                    |                      |                      |
| 2013-2014  | Kings de Los Angeles   | LNH            | 19  | 12               | 6                | 0                | 1 095            | 33               | 1,81             | 93,4             | 4                | 0                | 2                | 0  | 0                    | 56                   | 0                    | 0                    | 100                  | 0                    | 0                    |                      |                      |
| 2014-2015  | Kings de Los Angeles   | LNH            | 15  | 4                | 5                | 2                | 775              | 29               | 2,25             | 90,6             | 3                | 0                | -                | -  | -                    | -                    | -                    | -                    | -                    | -                    | -                    |                      |                      |
| 2015-2016  | Sharks de San José     | LNH            | 65  | 37               | 23               | 4                | 3 786            | 143              | 2,27             | 91,8             | 6                | 0                | 24               | 14 | 10                   | 1 473                | 53                   | 2,16                 | 92,3                 | 3                    | 0                    |                      |                      |
| 2016-2017  | Sharks de San José     | LNH            | 65  | 35               | 23               | 6                | 3 800            | 152              | 2,4              | 91,2             | 2                | 0                | 6                | 2  | 4                    | 377                  | 11                   | 1,75                 | 93,5                 | 1                    | 0                    |                      |                      |
| 2017-2018  | Sharks de San José     | LNH            | 60  | 30               | 22               | 6                | 3 416            | 145              | 2,55             | 91,5             | 4                | 2                | 10               | 6  | 4                    | 585                  | 22                   | 2,26                 | 92,8                 | 2                    | 0                    |                      |                      |
| 2018-2019  | Sharks de San José     | LNH            | 62  | 36               | 19               | 5                | 3 698            | 176              | 2,94             | 89,6             | 3                | 2                | 20               | 10 | 9                    | 1154                 | 58                   | 3,02                 | 89,8                 | 0                    |                      |                      |                      |
| 2019-2020  | Sharks de San José     | LNH            | 41  | 17               | 21               | 2                | 2 360            | 118              | 3,00             | 89,6             | 2                | 0                | -                | -  | -                    | -                    | -                    | -                    | -                    | -                    | -                    |                      |                      |
| 2020-2021  | Sharks de San José     | LNH            | 34  | 15               | 13               | 4                | 1 868            | 678              | 3,28             | 89,6             | 1                | 0                | -                | -  | -                    | -                    | -                    | -                    | -                    | -                    | -                    |                      |                      |
| 2021-2022  | Flyers de Philadelphie | LNH            | 35  | 12               | 18               | 3                | 1 997            | 114              | 3,42             | 90               | 0                | 0                | -                | -  | -                    | -                    | -                    | -                    | -                    | -                    | -                    |                      |                      |
| 2022-2023  | Kraken de Seattle      | LNH            | 48  | 27               | 13               | 3                | 2 626            | 129              | 2,99             | 88,7             | 3                | 0                | 1                | 0  | 0                    | 18                   | 0                    | 0                    | 100                  | 0                    | 0                    |                      |                      |
| Totaux LNH | Totaux LNH             | Totaux LNH     | 444 | 225              | 163              | 35               | 25 320           | 1143             | 2,71             | 90,5             | 28               | 4                | 63               | 32 | 27                   | 3 663                | 144                  | 2,36                 | 91,7                 | 6                    | 0                    |                      |                      |

### En équipe nationale
| Année | Équipe        | Compétition                 |   | PJ | V | D   | Min | BC   | Moy  | % Arr | Bl | Pun               |  | Résultat |
| 2010  | Canada junior | Championnat du monde junior | 2 | 1  | 1 | 78  | 3   | 2,30 | 91,7 | 0     | 0  | Médaille d'argent |  |          |
| 2015  | Canada        | Championnat du monde        | 2 | 2  | 0 | 120 | 3   | 1,50 | 92,1 | 1     | 0  | Médaille d'or     |  |          |

## Honneurs et récompenses[6]

### LHOu
- 2008-2009 :
  - Deuxième équipe d'étoiles de la LHOu Est
- 2009-2010 : 
  - Équipe d'étoiles de la Coupe Memorial
  - Meilleur gardien de la Coupe Memorial
  - Deuxième équipe d'étoiles de la LHC
  - Médaille d'argent du championnat du monde U20 avec l'équipe du Canada junior
  - Première équipe d'étoiles de la LHOu Est
  - Meilleur moyenne d'arrêts de la LHOu
  - Champion de la Coupe Ed-Chynoweth avec le Hitmen de Calgary
  - Meilleur joueur des séries éliminatoires de la LHOu
  - Trophée Del-Wilson du meilleur gardien

### LAH
- 2010-2011 : participe au Match des étoiles
- 2013-2014 : participe au Match des étoiles

### LNH
- 2013-2014 : Champion de la Coupe Stanley avec les Kings de Los Angeles
- 2016-2017 : participe au 62e Match des étoiles

### Équipe Canada
- 2014-2015 : Champion du monde avec l'équipe du Canada